# Adrián Richeze
Adrián Ezequiel Richeze Araquistain (Buenos Aires, 29 april 1989) is een Argentijns oud-wielrenner. Hij is de jongste broer van Roberto, Maximiliano en Mauro Richeze, zij waren allen eveneens actief als wielrenner. 

## Carrière
Als junior werd Richeze in 2007 derde in het nationale kampioenschap op de weg.
In 2014 behaalde Richeze, samen met zijn broer Mauro, Walter Pérez en Mauro Agostini, zilver in de ploegenachtervolging tijdens de Zuid-Amerikaanse Spelen. Een jaar later deed hij hetzelfde op de Pan-Amerikaanse Spelen, toen met zijn broer Maximiliano, Juan Merlos en wederom Agostini.
In 2016 sprintte Richeze samen met zijn broer Mauro en Julián Gaday om de winst in het nationale kampioenschap op de weg. Mauro Richeze won, voor Adrián en Gaday. Na in drie etappes van de Ronde van Chili van 2017 op de tweede plaats te zijn gefinisht, behaalde Richeze in maart 2018 zijn eerste UCI-overwinning: in de eerste etappe van de Ronde van Uruguay versloeg hij Matías Presa in een sprint-à-deux.

## Palmares

### Baanwielrennen
| 2014 |                      |  |  |  |  | Zuid-Amerikaanse Spelen: · ploegenachtervolging |
| 2015 |                      |  |  |  |  | Pan-Amerikaanse Spelen: · ploegenachtervolging  |
| 2016 |                      |  |  |  |  |                                                 |
| 2017 |                      |  |  |  |  |                                                 |
| 2018 |                      |  |  |  |  |                                                 |
| 2019 | ploegenachtervolging |  |  |  |  |                                                 |

### Wegwielrennen
2018 - 1 zege
1e etappe Ronde van Uruguay
2019 - 1 zege
7e etappe Ronde van Uruguay

## Ploegen
- 2013 –  Team Nippo-De Rosa
- 2017 –  Asociación Civil Agrupación Virgen de Fátima
- 2018 –  Asociación Civil Agrupación Virgen de Fátima
- 2019 –  Asociación Civil Agrupación Virgen de Fátima
- 2020 –  Transportes Puertas de Cuyo

Cattapan · Escuela · Laguna · López · Montivero · Naranjo · A. Richeze · M. Richeze · Velardez · Zamora
Avella · Escuela · Gamero · López · Montivero · Naranjo · A. Richeze · M. Richeze · Roberto · Velardez · Zamora